# Фриц Байерлайн
Фриц Херман Михаел Байерлайн (на немски: Fritz Hermann Michael Bayerlein) е немски офицер, служил по време на Първата и Втората световна война.

## Биография

#### Ранен живот и Първа световна война (1914 – 1918)
Фриц Байерлайн е роден на 14 януари 1899 г. във Вюрцбург, Германия. През юли 1917 г. се присъединява към армията като офицерски кадет и участва в Първата световна война.

##### Междувоенен период
След нея се присъединява към Райхсвера и служи в различни инженерни и пехотни подразделения. До началото на Втората световна война се издига до звание майор и служи като оперативен офицер към 10-а танкова дивизия.

#### Втора световна война (1939 – 1945)
На 25 февруари 1940 г. заема същия пост в 19-и моторизиран корпус. На 30 август същата година е изпратен за кратко в резерва. На 30 август 1941 г. е назначен за началник-щаб на немския Африкански корпус, на 7 декември 1942 г. заема същия пост в танкова армия „Африка“, а на 1 март 1943 г. на италианската 1-ва армия. На 25 октомври 1943 г. поема командването на 3-та танкова дивизия, на 10 януари 1944 г. на танкова дивизия Лер, а на 29 март 1945 г. му е поверен 53-ти корпус.

##### Пленяване и смърт
Пленен е на 8 май 1945 г., в края на Втората световна война, и е освободен в началото на 1947 г. Умира на 30 януари 1970 г. във Вюрцбург, Германия.

## Военна декорация
- Германски орден „Железен кръст“ (1914) – II степен (30 август 1918)
- Германска „Значка за раняване“ (?)
- Германска „Танкова значка“ (?) – черна
- Сребърна пластинка към ордена Железен кръст (1939) – II степен (11 септември 1939) и
- Германски орден „Железен кръст“ (1939) – I степен (27 септември 1939)
- Орден „Германски кръст“ (23 октомври 1942) – златен
- Рицарски кръст с дъбови листа и мечове
  - Носител на Рицарски кръст (26 декември 1941)
  - Носител на Дъбови листа № 258 (6 юли 1943)
  - Носител на Мечове № 81 (20 юли 1944)
- Упоменат 2-пъти в ежедневния доклад на Вермахтберихт (11 януари и 26 юни 1944)